# غاري نوتس
غاري نوتس (بالإنجليزية: Gary Knotts)‏ هو لاعب كرة قاعدة أمريكي، ولد في 12 فبراير 1977 في ديكاتور في الولايات المتحدة.

## وصلات خارجية
- غاري نوتس على موقعبيزبول رفرنس.كوم (الدوري الرئيسي) (الإنجليزية)